# Valentín Barco
Valentín Barco (Veinticinco de Mayo, 23 juli 2004) is een Argentijns voetballer die doorgaans als linksbackspeelt. Hij verruilde Brighton & Hove Albion in juli 2025 voor RC Strasbourg, dat hem in het voorgaande halfjaar al huurde. Barco debuteerde in 2024 voor Argentinië.

## Clubcarrière
Barco is afkomstig uit de jeugdopleiding van Boca Juniors, waarvoor hij in juli 2021 op het hoogste niveau debuteerde. Op 20 januari 2024 werd hij verkocht aan Brighton. In augustus 2024 werd Barco verhuurd aan Sevilla FC.

## Interlandcarrière
Barco debuteerde op 23 maart 2024 voor Argentinië, als invaller in een oefeninterland tegen El Salvador.